# Schleienloch
Das Schleienloch, auch Schleienlöcher, ist ein Randgewässer des Bodensees, eine künstlich entstandene Lagune am Bodensee zwischen der Mündung des Rheins und der Dornbirner Ach im Gemeindegebiet von Hard im österreichischen Bundesland Vorarlberg. Die WIS-id ist V162152975. Durch die Dammbauten für diese Flüsse entstand zwischen den Dämmen ein stehendes Gewässer, das nur an drei schmalen Stellen mit dem Bodensee verbunden ist. Es ist Teil des Europaschutzgebietes Rheindelta.

## Etymologie

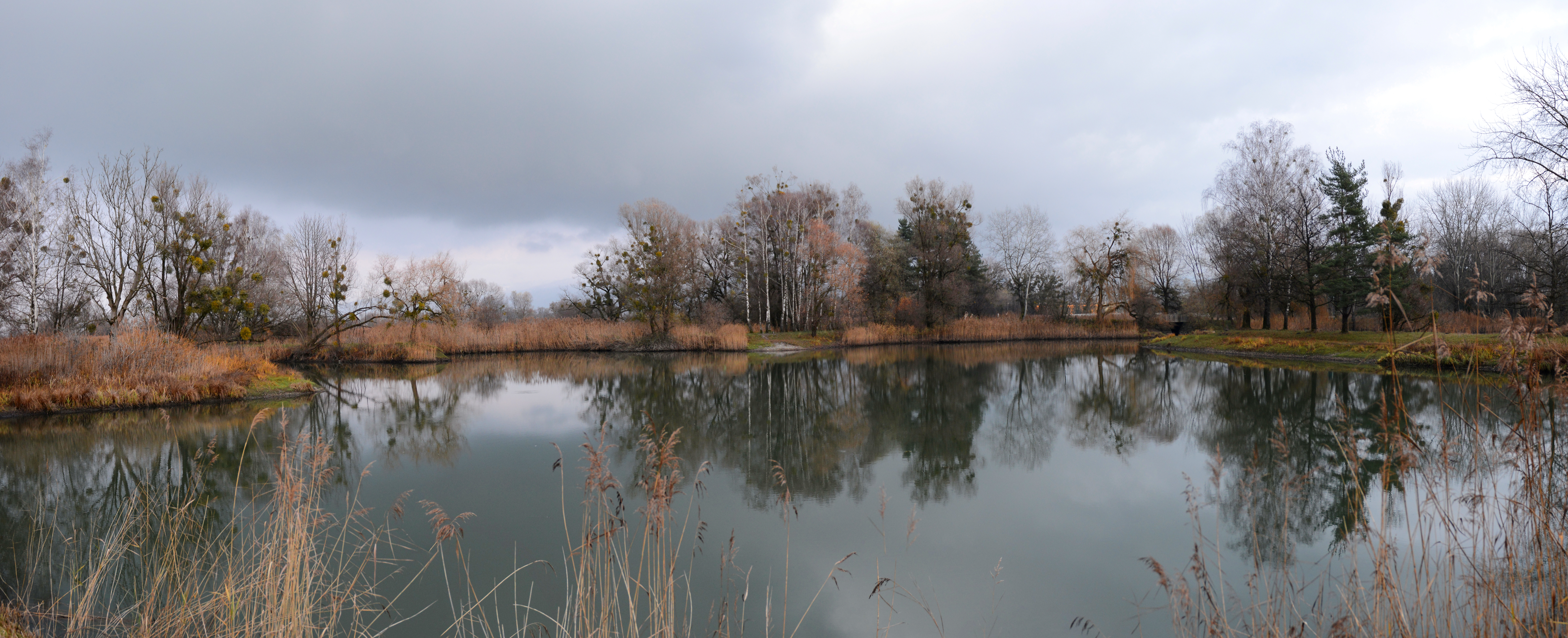
Südlicher Teil der Schleienlöcher

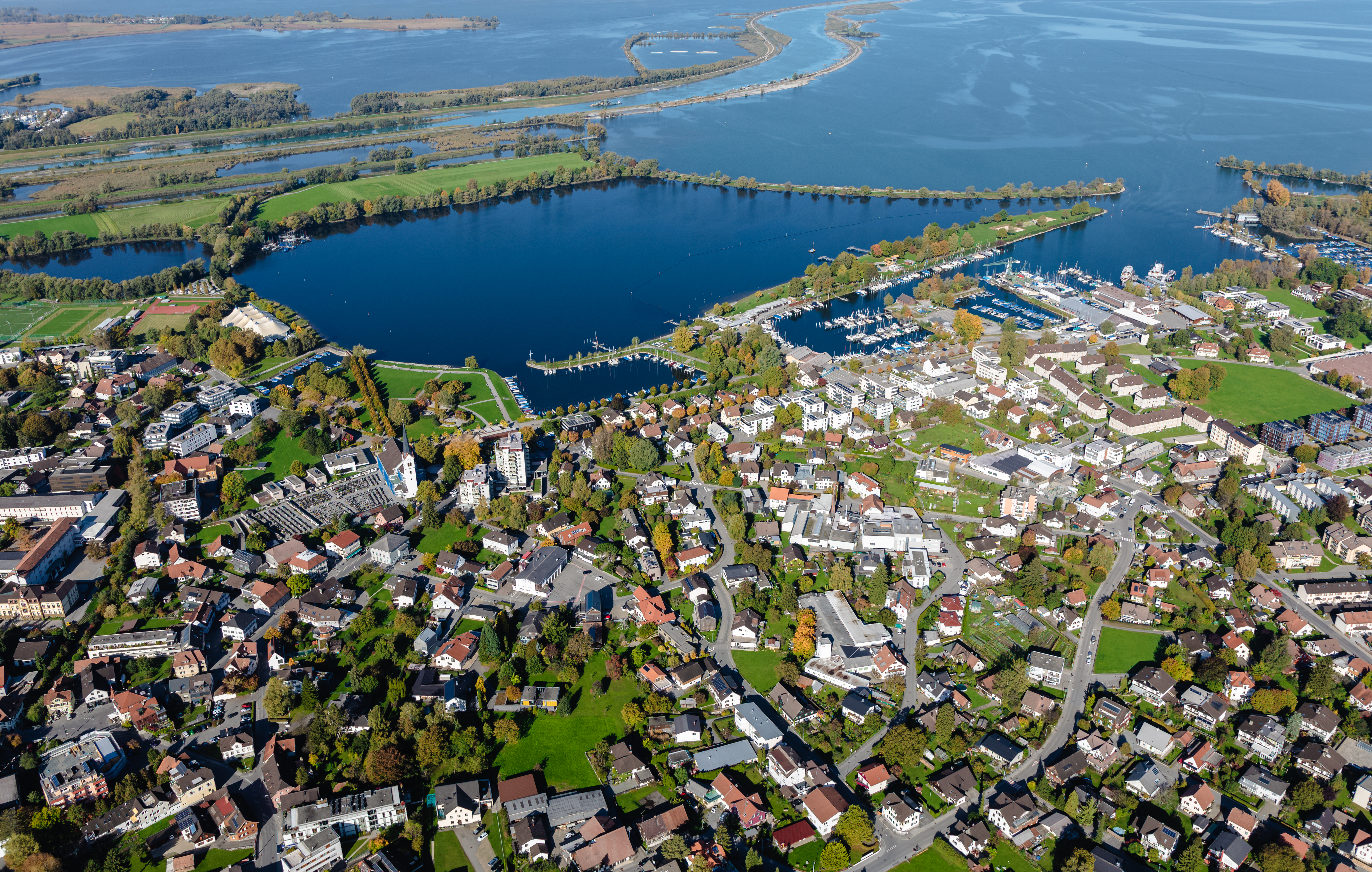
Auf der linken Seite von oben nach unten: Rohrspitz, Fußacher Bucht, Rhein, Schleienloch, Dornbirner Ach, Fischteich und Binnenbecken, Ortskern von Hard

Die Schleienlöcher sind nach der Fischart Schleie benannt, die hier nach den Dammbauten einen Lebensraum gefunden haben.

## Lage und Umfeld
Westlich liegt der äußere rechte Rheindamm, nördlich ein Damm mit drei Durchlässen zum Bodensee, östlich der linke Damm der Dornbirner Ach und des Lustenauer Kanals, südlich ist ein Rad- und Fußweg. Ein Durchstich zum Lustenauer Kanal sorgt für einen Wasseraustausch. Das Gebiet ist etwa 200 m breit und 1,2 km lang, die reine Wasserfläche hat 15,55 ha. Auf dem rechten Rheindamm fährt die Museumsbahn des Vereins Rheinschauen, früher die Dienstbahn der Internationalen Rheinregulierung. An der Südseite ist ein Gasthaus. Hier führt der Radweg rund um den Bodensee vorbei.

## Landschaft

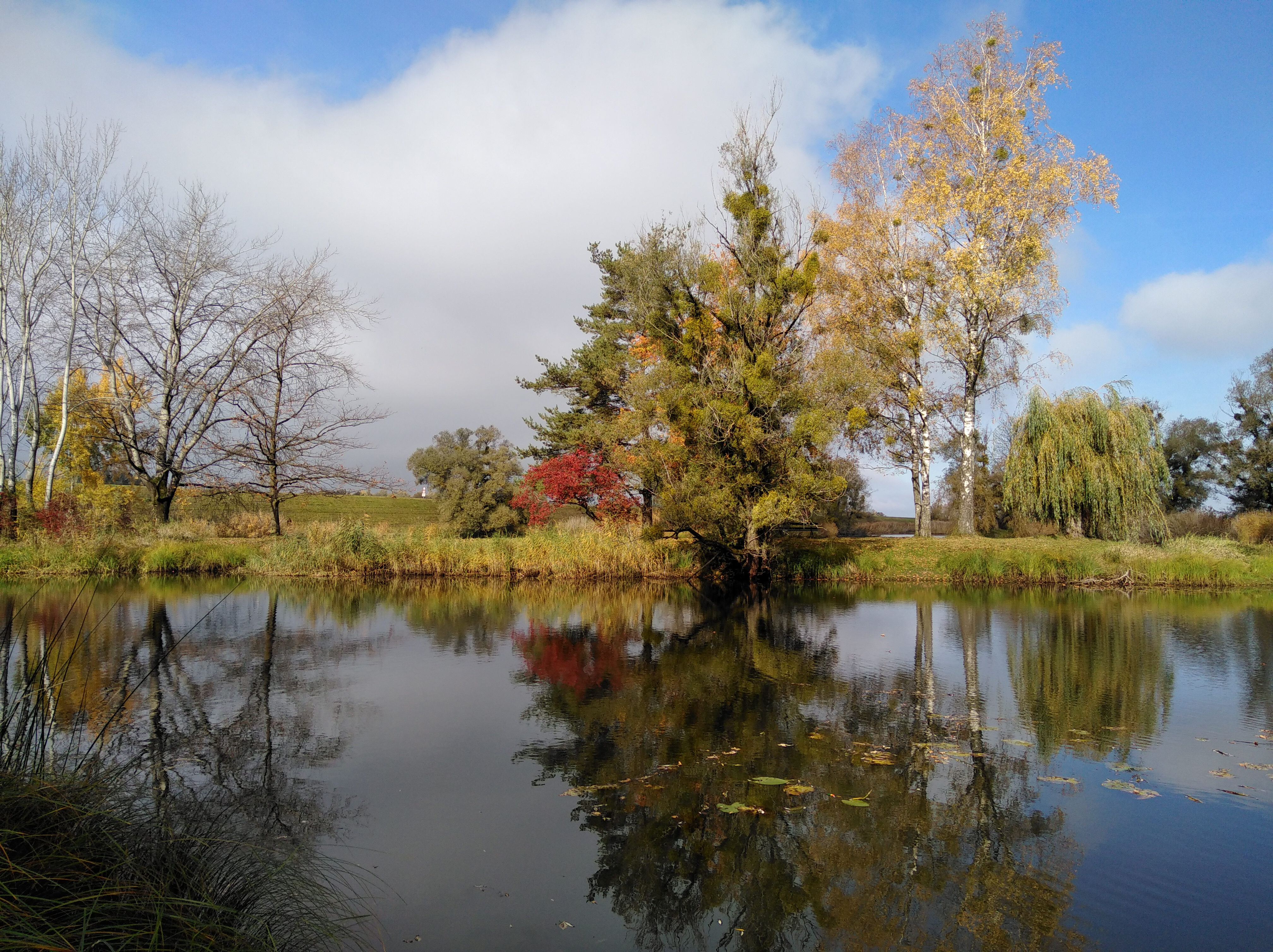
Schleienloch im Herbst

Das Schleienloch ist zu allen Jahreszeiten landschaftlich reizvoll und vielseitig durch seine unberührte Natur. Der Wasserstand variiert sehr stark durch die Anbindung zum Bodensee. Der Untergrund des Gewässers ist krautig, modrig, sumpfig und sandig. Innerhalb der Dämme gibt es flache und etwas tiefere Wasserflächen, Schilfinseln, sumpfige Flächen, Schilfflächen, Gebüsch, Bäume, Grasflächen, mehrere Halbinseln und sehr viel unzugängliches Dickicht mit einer sehr komplexen Naturvielfalt. Durch den stark variierenden Wasserstand (in manchen Jahren bis zu drei Metern) ist die Natur hier sehr dynamisch.

## Freizeit
Das Schleienloch ist ein beliebtes Gebiet für die Sportfischerei, für Ornithologen, für Fotografen und als Ausflugsziel. Es gibt einen Rundweg rund um das Schleienloch auf den Dämmen. Leichte Wanderungen und leichte Radtouren führen hier vorbei. An einer Stelle darf gebadet werden.
Angeln kann man hier Schleien, Karpfen, Hechte und Weißfische. Das Fischerei-Revier Schleienloch, Binnenbecken und Fischteich wird vom Fischereiverein Hard verwaltet.
Von den Dämmen aus kann man hier mit starken Teleobjektiven seltene Vögel beobachten. Es gibt hier immer wieder ornithogische Exkursionen.

## Bedeutung für den Naturschutz
Hier gibt es flache, moorige Wasserflächen mit Schilf im Uferbereich und ganze Schilfinseln. Das offizielle Biotop heißt Schleienloch (Biotop Nr. 21509) und ist 24,42 ha groß. Zahlreiche seltene Tier- und Pflanzenarten leben in diesem Biotopkomplex, unter anderem Schmalblättrige Rohrkolben (Typha angustifolia), Tannenwedel (Hippuris vulgaris), Wasserlinsen (Lemna trisulca) und  Gelbe Teichrosen (Nuphar lutea). Die Schilfbestände sind immer wieder durch Hochwasserereignisse stark geschädigt worden.
Wild lebende Säugetiere haben hier einen sicherem Rückzugsraum. In ganz Vorarlberg gibt es nur noch ca. 70 freilebende Säugetierarten. Hier in den Schleienlöchern leben unter anderem Europäische Biber (Castor fiber), Feldhasen (Lepus europaeus), Feldspitzmäuse (Crocidura leucodon), Sumpfspitzmäuse (Neomys anomalus), Fischotter (Lutra lutra), Kleine Bartfledermäuse (Myotis mystacinus) und eingewanderte Bisamratten (Ondatra zibethicus).
Dank der geschützten Lage leben in den Schleienlöchern und ihrer Umgebung nachweislich mindestens 330 verschiedene Vogelarten.
Dazu gehören Entenvögel, Hühnervögel, Seetaucher, Lappentaucher, Ruderfüßer, Schreitvögel, Greifvögel, Watvögel, Eulen, Segler, Rackenvögel, Sperlingsvögel und weitere.